# 和僑商店ホールディングス
株式会社和僑商店ホールディングス（わきょうしょうてんホールディングス）は、新潟市中央区に本社を置き、米、醸造、発酵の分野における老舗企業の事業継承などに取り組む持株会社。
NSGグループに属しており、和僑商店、今代司酒造、小川屋、峰村商店、越後味噌醸造を傘下に収める。

## 概要
NSGグループが事業継承をした日本の伝統的な食品商品を扱う企業を傘下とする持株会社である。
代表を務める葉葺正幸は、2001年、おむすび専門店銀座十石を運営する会社として株式会社和僑商店を設立。その後、糀甘酒の専門店古町糀製造所を立ち上げ、糀・甘酒ブームの一翼を担う。伝統産業の再興の手法が注目されたことで、2011年には、創業1767年の新潟の老舗である今代司酒造株式会社を引き受けることになり、数年で売上を倍増させた。
2013年には後継者不在に悩む味噌・漬け物醸造会社峰村商店の事業承継にも取り組み、江戸末期、大正時代に建てられた蔵を改装した発酵コンセプトショップ「峰村醸造」をつくり、味噌蔵見学と連携し、観光地化を行った。
2015年には木桶で味噌の醸造を行う越後味噌醸造株式会社（創業1771年）を、2017年には鮭・鱒・魚卵製品を製造販売する小川屋（創業1893年）を継承した。2017年に全社の経営をおこなう和僑商店ホールディングスが設立された。

## 沿革
- 2001年 - 和僑商店株式会社設立。
- 2009年 - 古町糀製造所を設立。
- 2011年 - 今代司酒造株式会社を事業継承。
- 2013年 - 峰村商店を事業承継。
- 2015年 - 越後味噌醸造株式会社を事業継承。
- 2016年 - 株式会社小川屋を事業継承。
- 2017年 - 株式会社和僑商店ホールディングスを設立。

## グループ企業

### 和僑商店
- 創業：2001年
- 本社：〒951-8063　新潟県新潟市中央区古町通二番町533番地
- 事業：銀座十石と古町糀製造所の運営。米・日本酒・味噌・発酵食品に関わる商品開発とPR。

### 今代司酒造
- 創業：1767年
- 本店：〒950-0074 新潟県新潟市中央区鏡が岡1番1号
- 事業：醸造アルコールの添加を一切行わない全量純米仕込みで、純米大吟醸酒、純米吟醸酒、純米酒のみを醸する。

### 峰村商店（峰村醸造）
- 創業：1905年
- 本社：〒950-0084 新潟県新潟市中央区明石2-3-44
- 事業：「漬物の峰村」として知られる味噌漬や越後味噌の製造販売。

### 越後味噌醸造
- 創業：1771年
- 本社：〒959-0244 新潟県燕市吉田中町5-10
- 事業：職人が手間暇をかけて「木桶」に仕込む伝統的な越後味噌（袖ふり味噌）を売りとする。

### 小川屋
- 創業：1893年
- 本店：〒951-8063 新潟市中央区古町通5
- 事業：新潟における土産や中元・歳暮の定番である漬け魚を中心とした食品製造を手掛ける。

## テレビ番組
- 日経スペシャル カンブリア宮殿 おにぎり、味噌、麹...絶品の"伝統食"新勢力 〜新潟発！地方の老舗は宝の山だ〜（2018年8月2日、テレビ東京）[3]